# Albi di Morgan Lost - Black Novels
Albi del fumetto Morgan Lost - Black Novels pubblicati nel 2019. Colorazione del primo albo a cura di Arancia Studio.
| Nr | Titolo                            | Data pubblicazione | Soggetto            | Sceneggiatura       | Disegni                        | Copertina           |
| -- | --------------------------------- | ------------------ | ------------------- | ------------------- | ------------------------------ | ------------------- |
| 1  | I colori del male                 | febbraio           | Claudio Chiaverotti | Claudio Chiaverotti | Giovanni Talami                | Fabrizio De Tommaso |
| 2  | Il Babau                          | marzo              | Claudio Chiaverotti | Claudio Chiaverotti | Ennio Bufi                     | Fabrizio De Tommaso |
| 3  | Ritratto di famiglia in nero      | aprile             | Claudio Chiaverotti | Claudio Chiaverotti | Max Bertolini                  | Fabrizio De Tommaso |
| 4  | Ucciderò Morgan Lost              | maggio             | Claudio Chiaverotti | Claudio Chiaverotti | Antonello Becciu               | Fabrizio De Tommaso |
| 5  | Nessun gufo in Alabama            | giugno             | Claudio Chiaverotti | Claudio Chiaverotti | Lora Airaghi e Giovanni Talami | Fabrizio De Tommaso |
| 6  | Le storie che non vogliono finire | luglio             | Claudio Chiaverotti | Claudio Chiaverotti | Val Romeo                      | Fabrizio De Tommaso |

## I colori del male
A seguito della morte di Wallendream, a New Heliopolis i serial killer vanno via via sparendo fino alla completa scomparsa. Questo ha un effetto diretto anche sui cacciatori di serial killer, privi di una vera funzione sociale. Farley giunge a suicidarsi e il suo funerale vede presenti i maggiori esponenti della categoria: oltre a Morgan Lost, Igraine e Jack, sono presenti Colter Duke, Leenha Blookamp, Jay Bannister e Rufus Donner. Ma l'effetto maggiore è sull'economia di New Heliopolis, che rischia il default. Il Direttore del Tempio della Burocrazia decide così di acquistare serial killer di altri paesi, dopo falliti tentativi con dei mercanari. Il primo acquisto è Akinori Ozu, assassino giapponese. Abel Krieger, broker del malavitoso Smiley, ottiene una soffiata su questo nuovo business e riesce ad anticipare il Tempio nell'acquisto di Greta, ex amante di Wallendream rimasta a Vienna dopo la sua morte. Il Tempio risponde quindi assicurandosi il serbo Dobran Axe, assassino di bambini. Nel frattempo Morgan Lost cerca di capire come mai la sua daltonia sia improvvisamente scomparsa, riuscendo finalmente a vedere correttamente tutti i colori.
A differenza degli altri albi delle due serie precedenti, l'albo è completamente a colori invece che in tricromia.

## Il Babau
Il daltonismo di Morgan Lost è ulteriormente peggiorato, costringendolo a vedere tutto in bianco e nero. Mentre il Direttore del Tempio della Burocrazia è impegnato a portare a New Heliopolis i serial killer di paesi stranieri, Morgan Lost si mette sulle tracce proprio di uno di questi. Grazie all'intuizione di Rebecca, una ex compagna dei tempi dell'orfanotrofio, il cacciatore di taglie scopre infatti che Dobran Axe, che sta per essere trasferito dalla Serbia, è l'uomo che abusava di lui e di altri bambini, il Babau. Grazie a uno scoop giornalistico, l'opinione pubblica viene a conoscenza che Axe è uno stupratore e il Direttore del Tempio tenta di bloccarne l'acquisto, ma invano. Con l'aiuto di Krieger, che vuole scritturarlo come protagonista di una serie TV, Morgan Lost viene a conoscenza dell'ubicazione di Axe e vola in Serbia. Sopraggiunge però quando Axe è stato già liberato da ex commilitoni; riesce tuttavia a raggiungerlo e ucciderlo. Nel frattempo, il Direttore del Tempio, grazie a una nuova tuta, esce dal suo loft e si reca a casa del dipendente Farrell, la cui moglie è l'informatrice di Krieger; dopo averli uccisi, il Direttore si reca a casa di Pandora, che intanto si sta avvicinando sessualmente all'infermiera Inge. 
- Da questo albo la serie diventa in bianco e nero, abbandonando quindi la caratteristica tricromia delle due serie precedenti.

## Ritratto di famiglia in nero
Il Direttore minaccia Pandora, che si rivela essere la sua psicoanalista (e quindi a conoscenza della passata prigionia di Lisbeth), per avere rivelato ai giornali il passato di Dobran Axe. Intanto, Morga Lost è costretto dal patto con Krieger ad andare a Seattle alla ricerca di una famiglia composta da padre, madre e figlia, che si aggira di sera per le strade della città uccidendo persone a caso. Tra i possibili sospettati, Morgan restringerà il campo a tre famiglie, affezionandosi alla figlia di una di queste, che si suiciderà tramite iniezione letale. Nel frattempo Igraine viene inviata da Krieger in Canada alla ricerca di un serial killer denominato "Lo Scultore".

## Ucciderò Morgan Lost
Greta, l'ex fidanzata di Wallendream, riesce a fuggire dalla sua prigionia, mettendosi sulle tracce di Morgan Lost, decisa ad ucciderlo per vendicare la morte del suo amato. Quando scopre che l'uomo è momentaneamente in ospedale dopo essere stato accecato da un pazzo, decide di risparmiarlo fingendosi un'infermiera e parlando con lui. Nel frattempo, Igraine riesce a catturare "Lo Scultore" in Canada su mandato di Smiley. Il Direttore del Tempio della Burocrazia, deluso per l'operato del serial killer giapponese, entra in scena in prima persona uccidendo quattro persone in una sola notte, divenendo famoso come l'anonimo killer "Astronauta". Greta entra sempre più in empatia con Morgan Lost e lo riaccompagna a casa, dove sopraggiunge Regina Dollarhide dopo una soffiata. Morgan ammette di aver capito da subito l'identità di Greta e, per favorire la fuga dell'amante, spara al capitano alle spalle. Su mandato del Tempio, il cacciatore Jack Corrigan cattura Cop Killer, un assassino di poliziotti, mentre Abel Krieger trova Greta e le ordina di tornare agli ordini di Smiley. Intanto, Morgan Lost sopraggiunge in ospedale proprio mentre Cop Killer, riavutosi dalle ferite, sta per uccidere il capitano Dollarhide.

## Nessun gufo in Alabama
Morgan sopraggiunge in tempo per salvare Regina, che lo perdona per averla ferita. Mentre Greta torna nella scuderia di Smiley, dove le vengono cancellati i ricordi degli ultimi giorni, hanno luogo nuove acquisizioni di serial killer. Smiley arruola Didier Laffont, catturato da Leenha Blookamp, che va ad aggiungersi allo Scultore e a Greta stessa. Il Direttore del Tempio, invece, manda Colter Duke a catturare il giocatore di hockey in Norvegia, che si aggiunge ad Akinori Hanzo, Cop Killer e all'astronauta (il Direttore stesso, sotto anonimato). Dopo aver tentato invano di vendere la serie TV, Abel Krieger contatta il Direttore per vendergli i tre assassini di Smiley. I sette serial killer vengono quindi liberati e seminano il terrore a New Heliopolis, tornata ai livelli del passato. La Sezione 5 uccide Rufus Donner per salvare Laffont, dopo che questi era stato scoperto. I cacciatori di serial killer, che ormai hanno compreso il gioco del Tempio, si coalizzano, mentre il Direttore ne ordina lo sterminio. Grazie al gioco di squadra, i cacciatori hanno la meglio e non subiscono perdite. Ma un altro problema affligge il Direttore del Tempio: una holding europea, la Viking Inc., ha acquistato il 51% del debito della città quando questo era in svendita e ora sta beneficiando massicciamente del suo rinnovato vigore economico.

## Le storie che non vogliono finire
Il Direttore scopre che dietro la Viking c'è Gideon Garavan Gotti, vero nome di Smiley, il quale, messo alle strette, scarica tutte le colpe su Abel Krieger. Quest'ultimo, a sua volta, dopo aver trasferito tutti gli asset di Smiley in conti a lui indirizzati, è scomparso. Morgan Lost viene reclutato dal Direttore per scovare Krieger, ma questi rifiuta e scappa dai sicari della Sezione 5. Si dirige quindi dalla dottoressa Amanda Lansdale, che rivela le perversioni sessuali di Krieger. Intanto, Laffont uccide Cop Killer in una rissa, mentre Greta comincia a ricordare quanto trascorso con Morgan Lost. I due si recano all'Hopper's Bar e Laffon riconosce Leenha, che aggredisce. Greta ritrova Morgan e ricorda tutto, ma è vittima di fitte e nausee sempre più intense; Morgan la conduce all'ospedale, dove si scopre che la donna è incinta proprio di lui. Morgan scopre che la dottoressa Lansdale non è che una seconda personalità di Krieger, che confessa di aver già rivendutole obbligazioni della città a un industriale francese, Hervé Laffont, zio di Didier. Didier viene arrestato prima di poter uccidere Leenha, ma la morte dello zio lo rende erede di un patrimonio enorme a New Heliopolis.Laffont diventa quindi il nuovo Direttore del Tempio e assume la Lansdale come consulente personale. Morgan e Greta, nel frattempo, si preparano a partire per Praga, dove intendono trasferirsi. Tuttavia, all'Hopper's Bar succede una tragedia: Jay Bannister, sotto minaccia dal Tempio, somministra agli altri cacciatori una sostanza che ne compromette il giudizio, trasformandoli in spietati assassini. Nel caos che ne deriva, Igraine viene ferita e chiede ai passanti di cercare Morgan Lost.